# Steve Twigger
Steve Twigger er en engelsk musiker, der er bedst kendt som guitarist i det keltiske band Gaelic Storm.

## Karriere
I 1986 mødte han en singer-songwriter fra Boston og dannede det alternative popband Woodies. Efter han flyttede til Californien arbejdede han i Los Angeles med at designe filmplakater for filmstudier i Hollywood.
I 1997 optrådte han i filmen Titanic som en del af bandet, som spiller på "An Irish Party in Third Class". Dette var starten på gruppens internationale succes.